# Полноводная красная река
«Полново́дная кра́сная река́» (кит. 满江红) — художественный фильм китайского режиссёра Чжан Имоу в жанре исторического боевика-детектива, премьера которого состоялась 22 января 2023 года. Главные роли в картине сыграли Шэнь Тэн, Джексон И, Чжан И и Лэй Цзяинь.

## Сюжет
Действие фильма происходит в XII веке в империи Сун. В резиденции сановника Цинь Хуэя находят труп посла. Молодой офицер начинает расследование убийства и оказывается втянут в заговор.

## В ролях
- Шэнь Тэн — Чжан Да (张大)
- Джексон Йи — Сунь Цзюнь (孙均)
- Чжан И — Хэ Ли (何立)
- Лэй Цзяинь — Цинь Хуэй
- Го Цзинфэй — Ванг Бао

## Производство и премьера
Названием фильма стали слова из поэмы, которую приписывают Юэ Фэю. Съёмки проходили в июне — августе 2022 года в Тайюане (провинция Шаньси). 27 декабря того же года вышел первый трейлер. 29 декабря был опубликован полный список актёров, 5 января 2023 года — полный список персонажей. 22 января, в первый день китайского года, состоялась премьера.
«Полноводная красная река» сразу стала лидером китайского проката. В целом по миру за первые восемь дней она смогла набрать существенные 468 миллионов долларов США.

## Восприятие
На сайте Rotten Tomatoes фильм имеет рейтинг одобрения 95 % на основе 19 рецензий.
Автор Variety Ричард Куйперс отметил, что «Полноводная красная река» представляет собой «занимательную, хотя и слишком затянутую комедийную детективную историю». Владислав Бурдыгин (Film.ru) оценил фильм на 8 баллов. По мнению критика, «фильм захватывает настолько, что по окончании расстраиваешься из-за того, как всё так быстро разрешилось, но в том и режиссёрское мастерство».

## Награды и номинации
- 2023 — два приза Шанхайского кинофестиваля за лучший сценарий (Чэнь Ю) и за лучшую музыку (Хань Хун).
- 2023 — две номинации на премию «Золотой петух» за лучшую мужскую роль второго плана (Лэй Цзяинь) и за лучшую музыку (Хань Хун).
- 2024 — Азиатская кинопремия за фильм с самыми большими сборами, а также номинация за лучшую мужскую роль (Шэнь Тэн).
- 2024 — номинация на Гонконгскую кинопремию за лучший азиатский фильм на китайском языке.
- 2024 — две номинации на премию «Сто цветов» за лучшую мужскую роль (Джексон И) и за лучшую мужскую роль второго плана (Чжан И).